# Paio Mendes
Paio Mendes era una freguesia portuguesa del municipio de Ferreira do Zêzere, distrito de Santarém.

## Historia
Fue suprimida el 28 de enero de 2013, en aplicación de una resolución de la Asamblea de la República portuguesa promulgada el 16 de enero de 2013 al unirse con la freguesia de Dornes, formando la nueva freguesia de Nossa Senhora do Pranto.